# HD22401
HD22401 — хімічно пекулярна зоря спектрального класу A0, що має видиму зоряну величину в смузі V приблизно  7,5.
Вона  розташована на відстані близько 732,9 світлових років від Сонця.

## Пекулярний хімічний вміст
Зоряна атмосфера GSC3317-2554 має підвищений вміст 
Cr
.

## Магнітне поле
Спектр даної зорі вказує на наявність магнітного поля у її зоряній атмосфері.
Напруженість повздовжної компоненти поля оціненої з аналізу
становить  520,3± 402,2 Гаус.